# Kuyumcuoğlu, Asarcık
Kuyumcuoğlu là một xã thuộc huyện Asarcık, tỉnh Samsun, Thổ Nhĩ Kỳ. Dân số thời điểm năm 2010 là 409 người.